# Rivière Sauvage (vattendrag i Kanada, lat 46,29, long -72,16)
Rivière Sauvage är ett vattendrag i Kanada.   Det ligger i provinsen Québec, i den sydöstra delen av landet, 290 km öster om huvudstaden Ottawa.
I omgivningarna runt Rivière Sauvage växer i huvudsak blandskog. Runt Rivière Sauvage är det ganska glesbefolkat, med 34 invånare per kvadratkilometer.